# Heinkel HD 35
Хейнкель HD 35 (нем. Heinkel HD  35) — немецкий учебно-тренировочный самолёт.
HD 35 был куплен Шведскими ВВС и получил название Sk.5.  HD 35 не отвечал предъявленным требованиям и решение о дальнейшей закупке не последовало. Единственный экземпляр Sk.5 передали в 1926 году в лётную военную школу F5 в Льюнгбихеде, где он стал личным самолётом лётчика Арвида Флори. Летом 1929 года его списали и передали в частные руки. С новым регистрационным кодом SE-SAM он продолжал летать до 1940 года. Теперь этот самолёт находится в музее в Стокгольме.

## Лётно-технические характеристики
| Модификация                 | HD 35              |
| Размах крыла, м             | 10,97              |
| Длина, м                    | 7,40               |
| Высота, м                   | 3,10               |
| Площадь крыла, м2           | 32,40              |
| Масса, кг                   |                    |
| пустого самолёта            | 760                |
| нормальная взлётная         | 1060               |
| Тип двигателя               | 1 ПД Mercedes D.II |
| Мощность, л.с.              | 1 х 120            |
| Максимальная скорость, км/ч | 138                |
| Крейсерская скорость, км/ч  | 120                |
| Практическая дальность, км  | 250                |
| Скороподъемность, м/мин     | 108                |
| Практический потолок, м     | 3300               |
| Экипаж, чел                 | 2                  |